# Video Olympics
Video Olympics ist ein Videospiel, das 1977 in den USA gleichzeitig mit der Spielkonsole Atari 2600 auf den Markt kam. Das Steckmodul enthält eine Sammlung von Sportspielen, denen das Spielprinzip von Pong zugrunde liegt. Es können bis zu vier Spieler gleichzeitig spielen.

## Spielbeschreibung
Mit dem Steckmodul können verschiedene Sportspiele, die audiovisuell und spieltechnisch eng an Pong angelehnt sind, ausgeführt werden. Die Basisspiele Tennis, Fußball, Hockey, Court Handball, Volleyball, Quadrapong und Basketball unterscheiden sich hauptsächlich durch die unterschiedlich gestalteten Spielfelder und die jeweils dazugehörigen Spielregeln. Es können pro Basisspiel verschiedene Schwierigkeiten und Handicaps eingestellt werden, so dass insgesamt 50 verschiedene Spielvariationen möglich sind.
Je nach Spiel steuern bis zu vier Spieler gleichzeitig einen beweglichen Schläger auf dem Spielfeld, der die Flugrichtung des Balles beeinflusst. Es kommen dabei ausschließlich die analog arbeitenden Paddle Controller zum Einsatz. Ziel einer jeden Spielrunde ist es, den Ball in das gegnerische Tor oder ins Spielfeldaus zu schießen. Gesamtsieger ist derjenige Spieler oder das Team, welches innerhalb einer vom Spiel vorgegebenen Zeit die meisten Spielrunden gewonnen, d. h. die meisten Punkte erzielt hat.